# Aeropuerto Internacional de Talagi

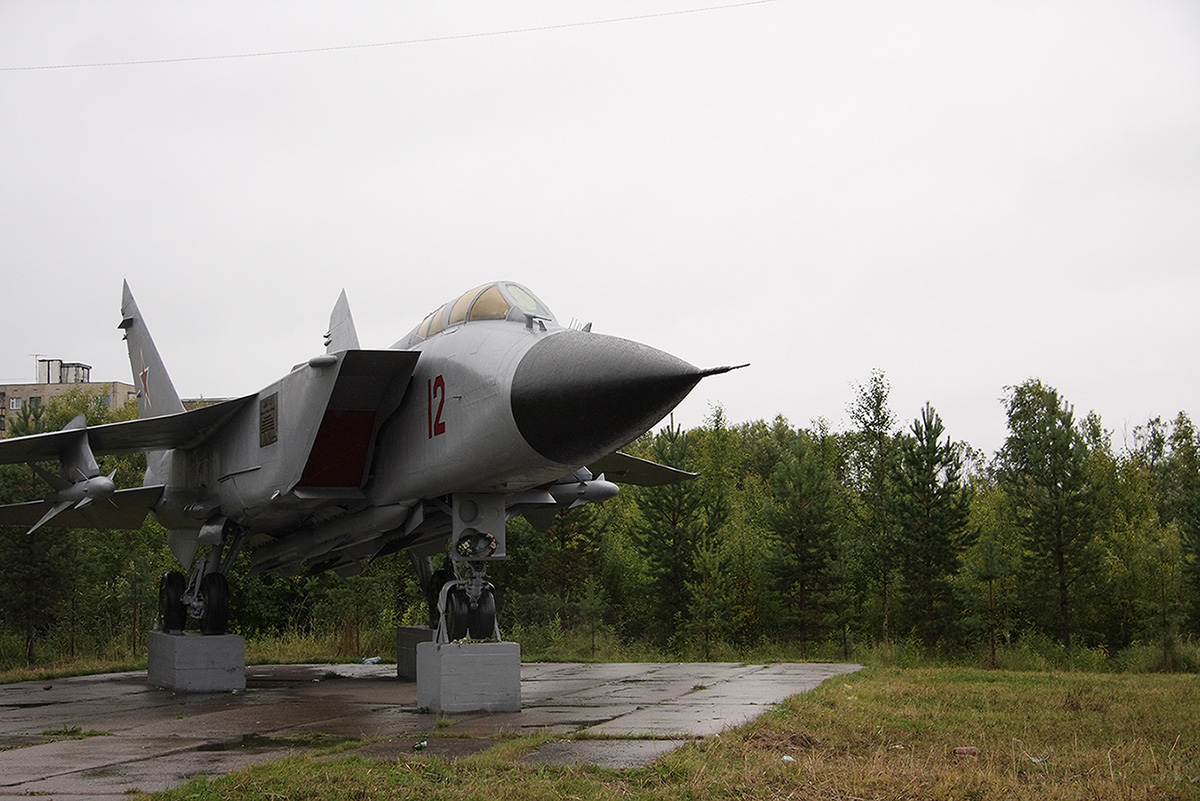
El monumento al Regimiento de Aviación 518 Suvórov

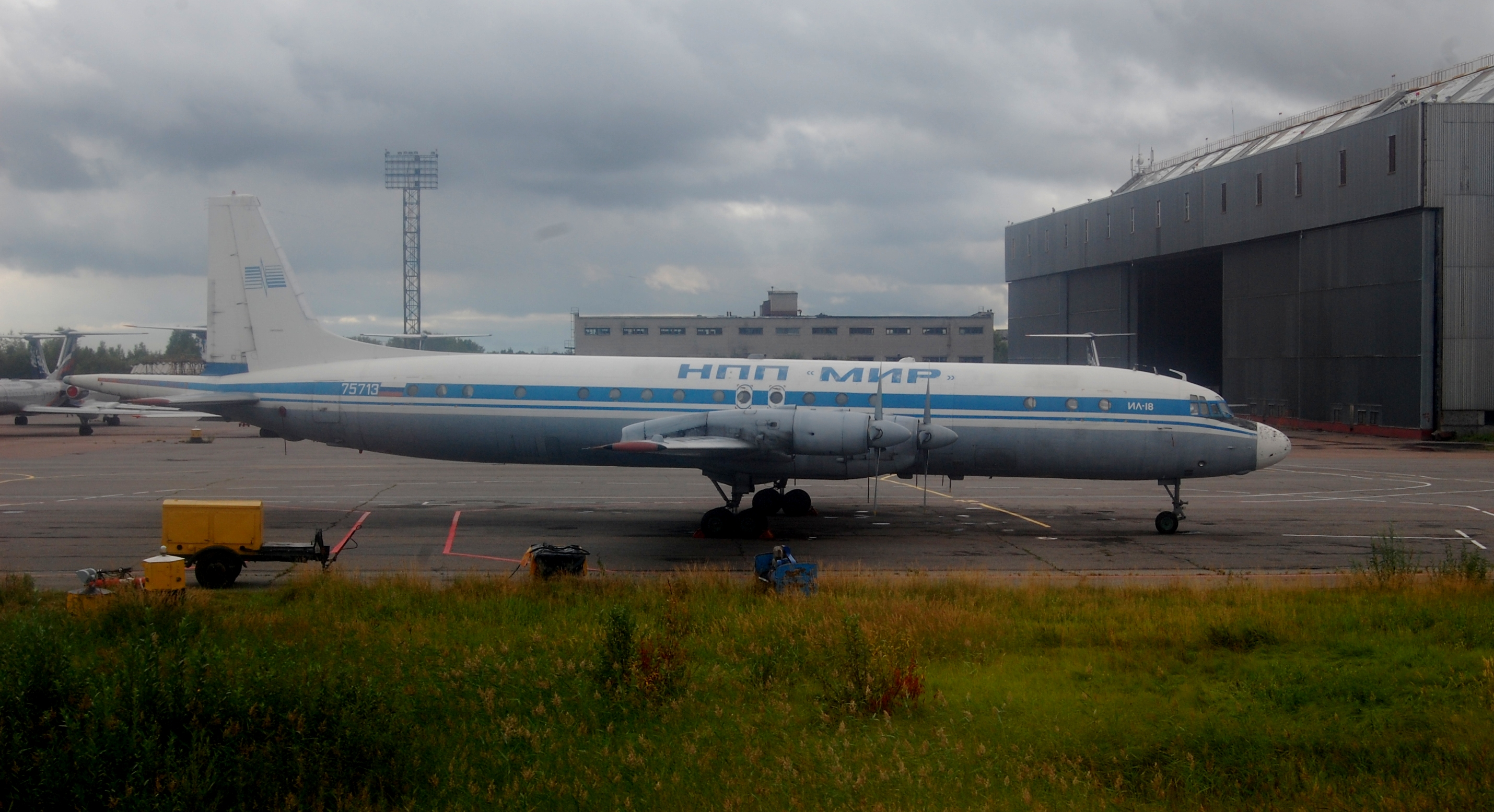
Il-18 en el aeropuerto de Talagui

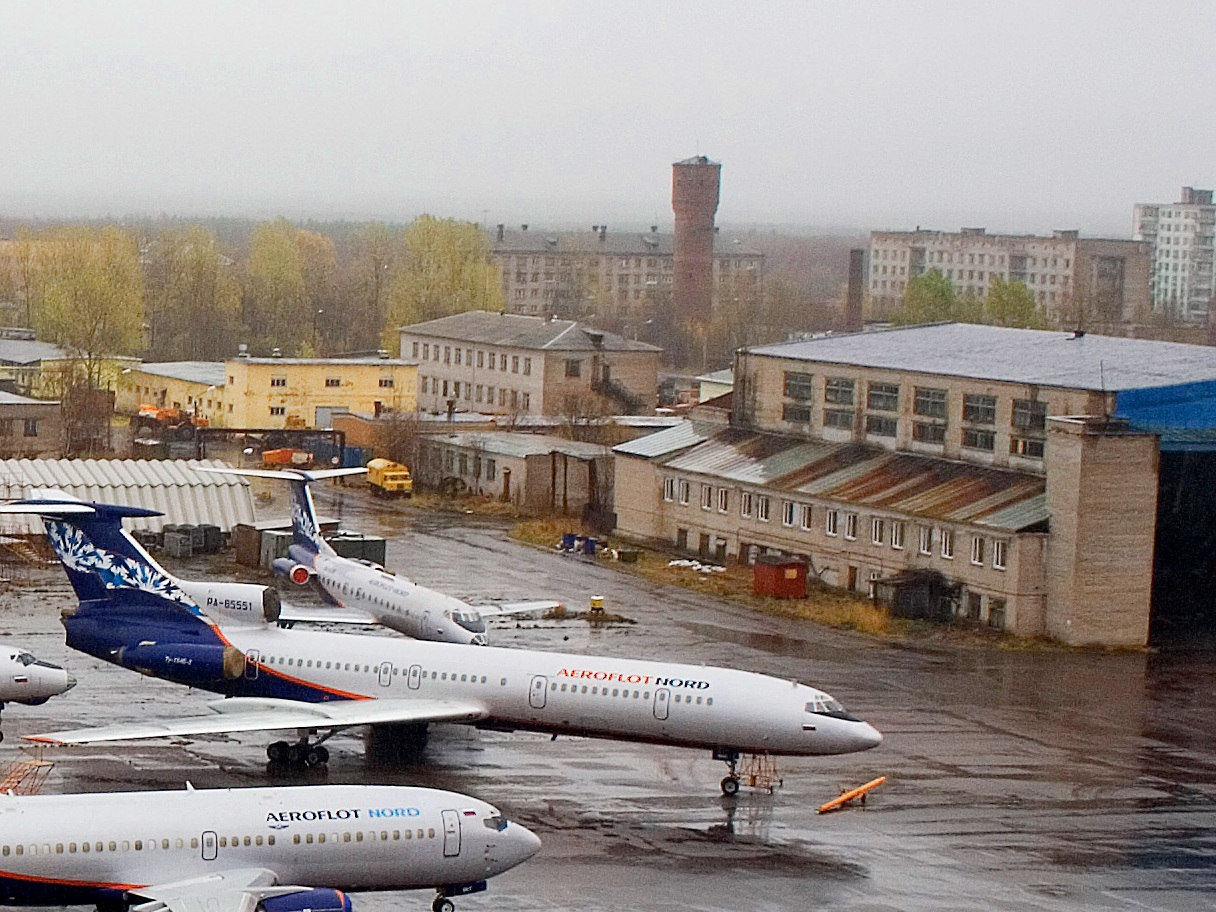

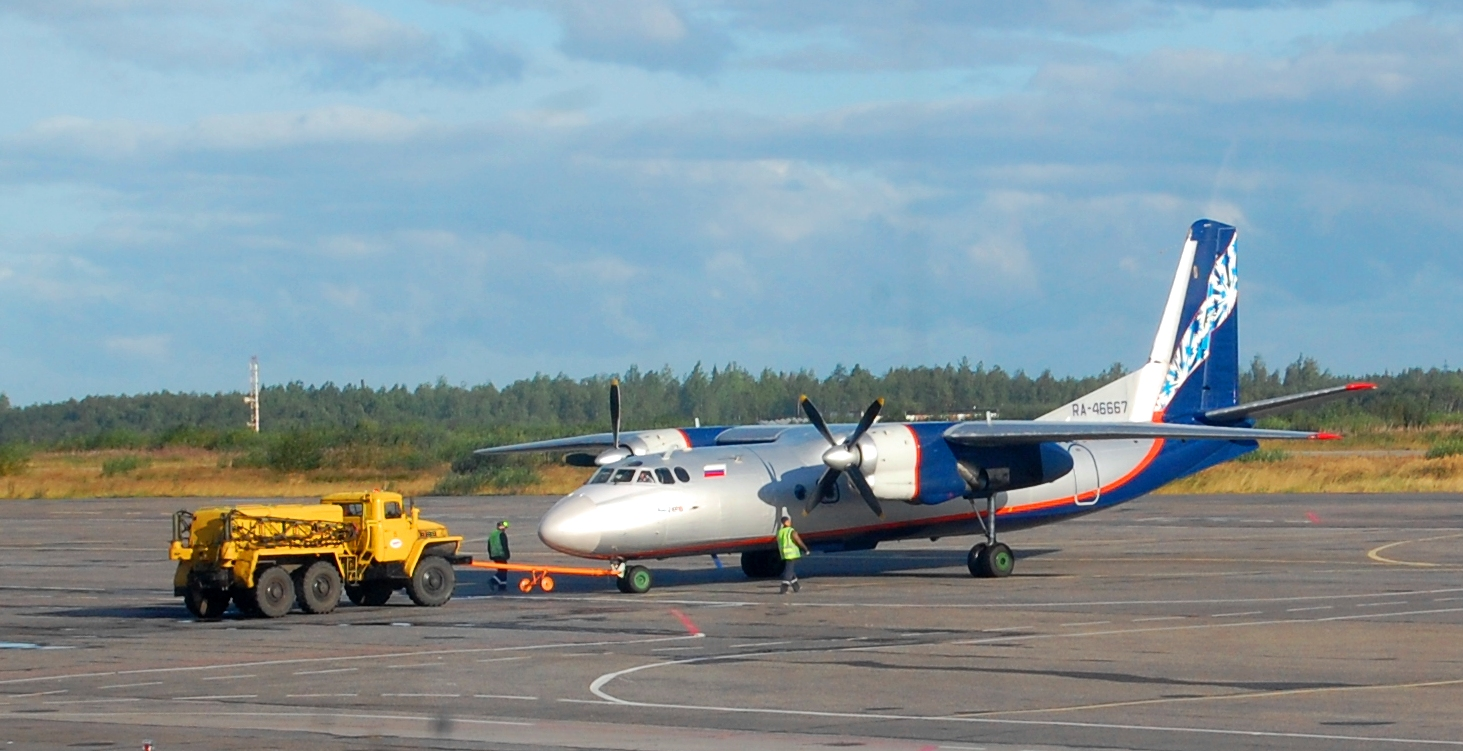
An-24RV en Talagui

El Aeropuerto Internacional de Arcángel-Talagui (En ruso: Аэропорт Талаги) (IATA: ARH, ICAO: ULAA) es un aeropuerto ubicado a 11 km al noreste de Arjánguelsk, capital del óblast homónimo, situado en el norte de Rusia. 
Es un aeropuerto de clase I. El horario de servicio es entre las 07:00 y las 22:00 horas durante todo el año.
En 2001 movió 105.797 pasajeros y 927 toneladas de carga y tuvo su pico operacional en 1990, cuando movió 952.457 pasajeros.

## Pista
Cuenta con una pista de hormigón en dirección 08/26 de 2.500x44 m (8.202x144 pies) con 400 m libres en ambos extremos.
Existe una pista de carreteo paralela a la pista principal con la misma longitud que ésta y con unos 20 metros de anchura. Hay también cuatro calles de acceso entre la pista de aterrizaje y la de carreteo: RD-1 con 16 metros de anchura, RD-3 de 14 metros y RD-4 de 18 metros y RD-6 con 16 metros. Con los refuerzos laterales, las anchuras quedan en: RD-1 22 metros, RD-3 19 metros, RD-4 32 metros, RD-6 26 metros.
Tanto la pista como las calles de rodaje tienen clasificación PCN 44 R/C/X/T.
El aeródromo es adecuado para ser utilizado por los siguientes tipos de aeronaves : Il-114, Il-76T, IL-18, Tu-204, Tu-214, Tu-154, Tu-134, Yak-42,  AN-12,  An-24, An-26, AN-32, AN-74, AN-148 (y sus modificaciones), Airbus A319, Airbus A320, Boeing-737-300, DC-10, MD-11, MD-87 (y sus modificaciones), Saab 2000, CRJ-200y otros tipos, así como todos los tipos de helicópteros durante todo el año.

## Terminal
La terminal de pasajeros está dotada de tiendas, farmacia y un hotel. Acoge también el "Museo de la Aviación del Norte".
El aeródromo dispone también de una terminal de carga con una superficie de 1.275 m².

## Historia
El aeropuerto fue construido en 1942 bajo la dirección del representante de la SGC Iván Papanin como un aeropuerto militar. Las operaciones civiles comenzaron en 1963.
Inició operaciones comerciales el 5 de febrero de 1963 como aeropuerto civil. Los primeros aviones civiles que volaron desde este aeropuerto fueron Antonov An-24, Ilyushin Il-14 e Il-18. El 25 de febrero del mismo año comenzaron los vuelos diarios a Moscú y San Petersburgo. En noviembre de 1965 entró en servicio la terminal del aeropuerto.
En el aeropuerto estuvo desplegado el Regimiento de Aviación 518 IAP Berlin , Orden de Suvórov del PVO. En octubre de 1966, el 518 Grupo de Defensa Aérea fue instalado en el aeropuerto utilizando aviones Tu-128, en 1984 el regimiento fue rearmado con MiG-31. En 1998 el regimiento fue disuelto.
En 1999, en la aldea de Talazhsky Aviagorodok, fue erguido un monumento en memoria del grupo de defensa aérea, el cual consiste en un MiG-31 montado en una base de granito. 
En noviembre de 2009, el aeropuerto fue certificado para recibir aviones Airbus A320 y A319.

## Aerolíneas y destinos
| Código compañía | Nombre compañía | Destinos |
| --------------- | --------------- | --- |
| AO              | Avianova        | San Petersburgo |
| 5N              | Nordavia        | Amderma, Helsinki, Kotlas, Kristiansund, Leshukónskoye, Moscú-Sheremétyevo, Narián-Mar, Múrmansk, San Petersburgo, Simferóupol, Solovkí, Tromsø, Usinsk, Antalya |
| FV              | Rossiya         | San Petersburgo |
| UT              | UTair Aviation  | Moscú-Vnúkovo |

## Estadísticas
Ver fuente y consulta Wikidata.

## Transporte terrestre
- Autobús 12 desde la estación fluvial
- Autobús 32 desde la estación de ferrocarriles.